# Straßenbahn Tiflis

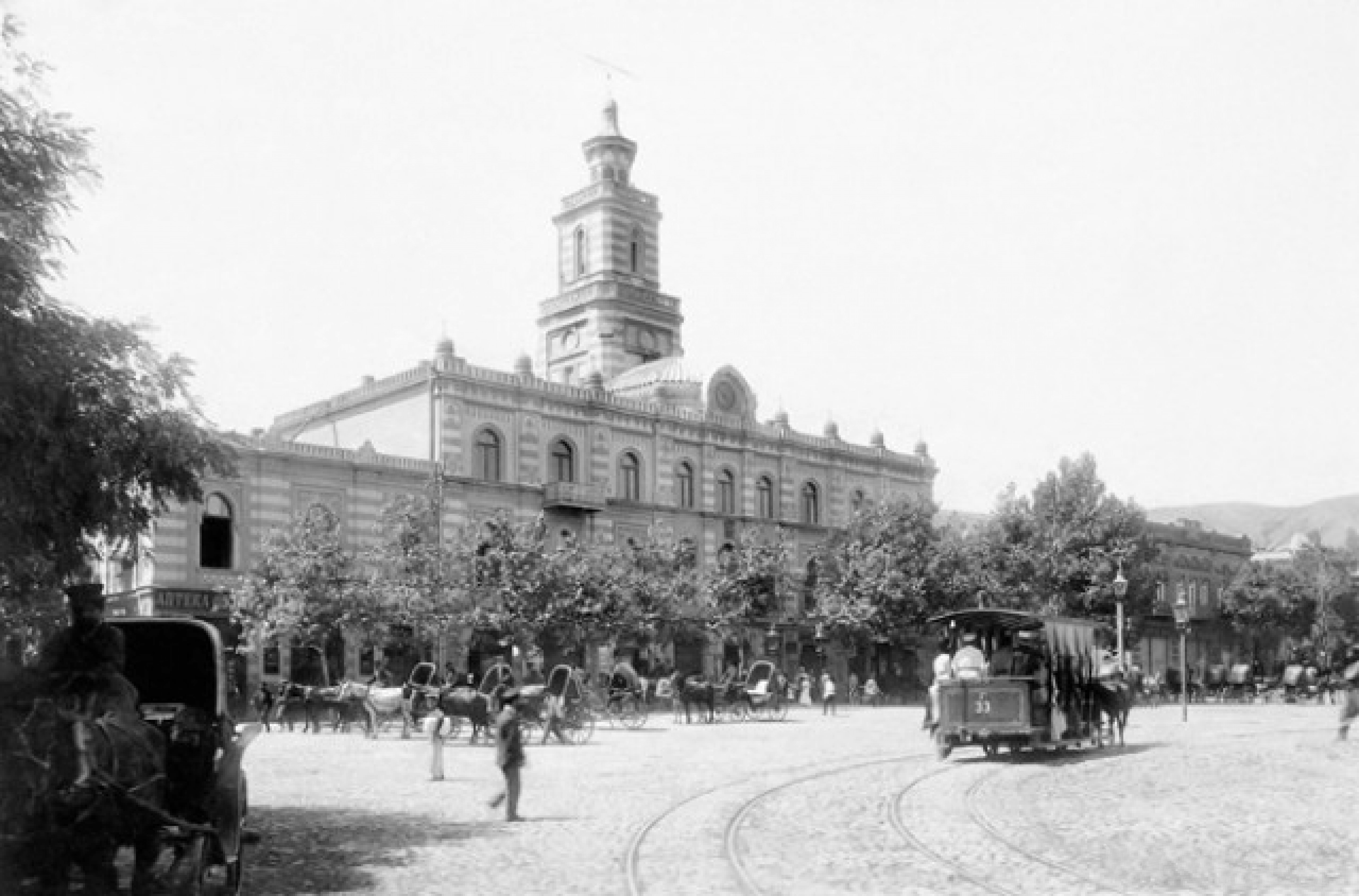
Eine Pferdestraßenbahn in der Innenstadt

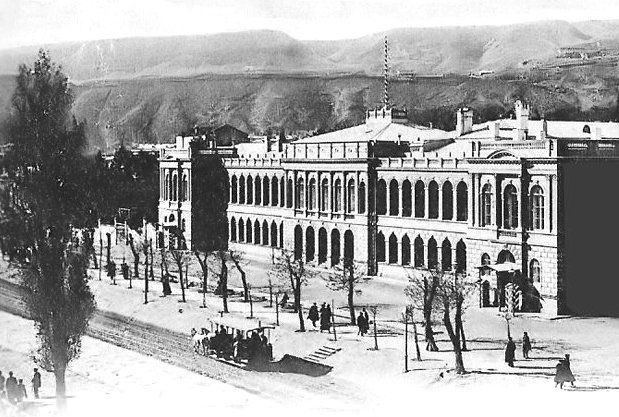
Eine alte Konka in Tiflis

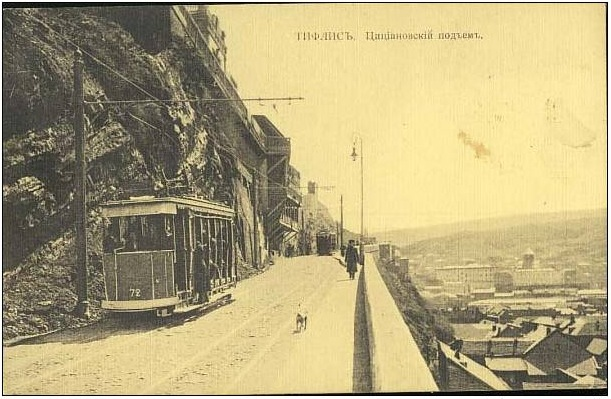
Meterspuriger Straßenbahntriebwagen in Tiflis vor 1916

Die Straßenbahn Tiflis (georgisch თბილისის ტრამვაი, tbilissis tramwai) war ein Straßenbahnbetrieb der georgischen Hauptstadt Tiflis. Die Streckenlänge betrug bei ihrer größten Ausdehnung (1986) ca. 54 km. 

## Geschichte
Der Straßenbahnbetrieb wurde im Jahr 1883 als meterspurige Pferdestraßenbahn (so genannte „Konka“, georgisch კონკა) eröffnet. 1904 wurde das Streckennetz elektrifiziert und 1938 auf russische Breitspur (1524 mm) umgebaut. Das Straßenbahnnetz wurde insgesamt 103 Jahre elektrisch betrieben. Seit 1950 wurde es durch Streckenstilllegungen reduziert. Der Straßenbahnbetrieb wurde zusammen mit dem Oberleitungsbusnetz am 4. Dezember 2006 eingestellt.

## Gegenwart
Derzeit existieren noch eine geringe Anzahl an Gleisen der ehemaligen Straßenbahn von Tiflis. Die Oberleitungen sind teilweise noch vorhanden, die Masten fungieren mittlerweile aber unter anderem auch als Straßenbeleuchtung. Vereinzelt werden historische Straßenbahnwagen als Straßencafés genutzt.
Eine Reaktivierung des Netzes mit Neubaustrecken erscheint möglich. Gründe dafür seien der hohe CO2-Gehalt in der Luft. Die neue Straßenbahn soll einen stadtbahnähnlichen Charakter bekommen und separat auf eigener Trasse verlaufen. 
Im Dezember 2023 wurden konkrete Pläne für eine bessere Nahverkehrsanbindung des Stadtteils Didi Digomi an die Tiflisser Innenstadt mit einer Straßenbahn im Verkehrsentwicklungsplan Tiflis veröffentlicht. Als Datum für die Inbetriebnahme wurde das Jahr 2035 genannt. Die Baukosten lägen demzufolge bei schätzungsweise 276 Millionen US-Dollar.